# Joseph Van Daele
Joseph Van Daele (Wattrelos, 16 dicembre 1889 – Amiens, 14 febbraio 1948) è stato un ciclista su strada belga, professionista dal 1912 al 1923.

## Carriera
Corridore adatto alle corse di un giorno, riuscì in carriera ad imporsi in una Liegi-Bastogne-Liegi e in un campionato nazionale belga.

## Palmarès

### Strada
- 1911 (tre vittorie)

Liegi-Bastogne-Liegi
Anvers-Menin
Tour de Belgique indépendants
- 1913 (due vittorie)

Campionati belgi di ciclismo su strada
Tour du Hainaut
- 1921 (una vittoria)

1ª tappa Giro del Belgio

## Piazzamenti

### Grandi Giri
- Tour de France

1912: ritirato
1913: 9º
1919: 8º
1920: 10º
1922: ritirato
1923: ritirato

### Classiche monumento
- Giro delle Fiandre

1913: 2º
1920: 22º
- Parigi-Roubaix

1911: 32º
1912: 8º
1913: 6º
1914: 46º
1919: 15º
1921: 38º
1922: 27º
- Liegi-Bastogne-Liegi

1911: vincitore